# 伊尔塔勒
伊尔塔勒（法語：Illtal；阿尔萨斯语：Ìlltàl）是法国上莱茵省的一个市镇，位于该省南部，属于阿尔特基什区（Altkirch）阿尔特基什县（Altkirch）。该市镇总面积11.96平方公里，2015年时的人口为1388人。

## 历史
伊尔塔勒成立于2016年1月1日，由以下3个市镇合并而成：
- 格伦辛根（Grentzingen）
- 恩夫林根（Henflingen）
- 奥伯多夫（Oberdorf）

其中奥伯多夫为政府驻地。